# Greatest Hits (Spice Girls)
Вижте пояснителната страница за други значения на Greatest Hits.
Greatest Hits е сборен албум с най-добрите хитове на английската поп-група Спайс Гърлс. Това е и първият им проект от 2000 година насам. Албумът, и съпътстващото го световно турне, отбелязват завръщането на отново петте певици, след като Джери Халиуел напусна групата през 1998. Албумът е издаден в Европа на 12 ноември. В България се разпространява официално от Анимато мюзик по лиценз на EMI.
Световните продажби на Greatest Hits са около 5,7 милиона копия.

## Информация за албума

### История
Издаването на предстоящия албум е официално обявено на пресконференция на 28 юни 2007, на която петте момичета обявиха и своето световно турне, което ще отбележи повторното им завръщане. Това е първият проект на Spice Girls след седем годишна пауза. През 2000 година е издаден третият им албум Forever, който е и единственият след напускането на Джери, която се завърна сред своите колежки.

### Нови песни
Освен най-известните песни на групата, албумът Greatest Hits включва и две нови изпълнения – „Headlines (Friendship Never Ends)“ (сингълът е издаден през ноември 2007), и „Voodoo“.

## Списък на песните

### Оригинален траклист
1. „Wannabe“ (сингъл редактиран) – 2:54
2. „Say You'll Be There“ (сингъл mix) – 3:58
3. „2 Become 1“ (сингъл версия) – 4:04
4. „Mama“ (радио версия) – 3:42
5. „Who Do You Think You Are“ (радио версия) – 3:46
6. „Move Over“ (Generation Next) – 2:44
7. „Spice Up Your Life“ (Stent радио mix) – 2:56
8. „Too Much“ (радио редактиран) – 3:53
9. „Stop“ (сингъл редактиран) – 3:26
10. „Viva Forever“ (радио редактиран) – 4:14
11. „Let Love Lead the Way“ (радио редактиран) – 4:16
12. „Holler“ (радио редактиран) – 3:57
13. „Headlines (Friendship Never Ends)“ – 3:31
14. „Voodoo“ – 3:11
15. „Goodbye“ (сингъл редактиран) – 4:22

### iTunes Store
1. „Wannabe“ (Junior Vasquez Gomis Dub) – 6:38
2. „Tell Me Why“ (Jonathan Peters редактиран) – 3:24
3. „Say You'll Be There“ (Junior's X-Beats) – 6:57
4. „Girl Power“ (видео) – 5:26

### Интернационално специално DVD издание
1. „Wannabe“
2. „Say You'll Be There“
3. „2 Become 1“
4. „Mama“
5. „Who Do You Think You Are“
6. „Spice Up Your Life“
7. „Too Much“
8. „Stop“
9. „Viva Forever“
10. „Let Love Lead the Way“
11. „Holler“
12. „Goodbye“

### Американско специално DVD издание
1. „Headlines (Friendship Never Ends)“
2. „Goodbye“

### Box set караоке диск
1. „Wannabe“ (караоке версия) – 2:54
2. „Say You'll Be There“ (караоке версия) – 3:58
3. „2 Become 1“ (караоке версия) – 4:04
4. „Mama“ (караоке версия) – 3:42
5. „Who Do You Think You Are“ (караоке версия) – 3:46
6. „Move Over“ (караоке версия) – 2:44
7. „Spice Up Your Life“ (караоке версия) – 2:56
8. „Too Much“ (караоке версия) – 3:53
9. „Stop“ (караоке версия) – 3:26
10. „Viva Forever“ (караоке версия) – 4:14
11. „Let Love Lead the Way“ (караоке версия) – 4:16
12. „Holler“ (караоке версия) – 3:57
13. „Goodbye“ (караоке версия) – 4:22

### Box set ремикс диск
1. „Wannabe“ (Motiv 8 Vocal Slam Mix) – 6:21
2. „Say You'll Be There“ (Junior's Main Pass) – 8:35
3. „2 Become 1“ (Dave Way Remix) – 4:02
4. „Mama“ (Biffco Mix) – 5:50
5. „Who Do You Think You Are“ (Morales Club Mix) – 9:31
6. „Spice Up Your Life“ (Murk Cuba Libre Mix) – 8:07
7. „Too Much“ (SoulShock & Karlin Remix) – 3:54
8. „Stop“ (Morales Remix) – 7:25
9. „Viva Forever“ (Tony Rich Remix) – 5:21
10. „Holler“ (MAW Remix) – 8:32
11. „Goodbye“ (оркестрален mix) – 4:16

### Victoria's Secret издание
1. „Wannabe“ (Soul Seekerz редактиран)	– 3:31
2. „Spice Up Your Life“ (Ralphi's радио редактиран) – 3:38
3. „2 Become 1“ (Georgie Porgie's радио редактиран) – 4:02